# 张皇后 (曹魏)
张皇后（3世纪—3世纪），曹魏廢帝曹芳的第二任皇后，凉州刺史张既的孙女、东莞（今山东省沂水县东北）太守张缉的女儿。
甄皇后去世后，曹芳想立自己所爱的贵人王氏为皇后，郭太后坚决要立张氏。养母子冷战了两年左右，最终曹芳让步，于嘉平四年（252年）二月立张氏当皇后，大赦。擢升张缉当光禄大夫。嘉平六年（254年），张缉与李丰、夏侯玄联合反对司马师失败，皆被灭族。三月，张皇后被废黜。曹芳虽然次月就另立了王皇后，但九月，他也被废为齐王。
史书没有记载张皇后被废后的下落，她是否和族人一同被害，或仅作为废后遭到软禁，曹芳被废时是否仍在世及受到何种安置，均不可考。在罗贯中历史小说《三国演义》中，司马师不顾曹芳大哭哀求，命武士将张皇后勒死。
| 前任： 甄皇后 | 曹魏皇后 252年—254年 | 繼任： 王皇后 |